# Tumusla
Tumusla est une ville andine d'Amérique du Sud, située en Bolivie dans le département de Potosí. 

## Localisation
Tumusla est établie au centre du canton de Tumusla dans le district (Municipio) de Cotagaita dans la province de Nor Chichas. 
Le village est à une altitude de 2 620 m et est bâti sur la rive sud du Río Tumusla, qui se jette dans le Río San Juan del Oro, lui-même affluent du Río Pilcomayo. 

## Géographie
Tumusla se situe entre les arêtes de la Cordillère de Chichas et de la Cordillère Centrale, qui s’élèvent depuis le plateau aride de l’Altiplano bolivien. Le climat est frais et sec. Les fluctuations de température entre le jour et la nuit sont généralement beaucoup plus importantes que les fluctuations saisonnières. 
La température moyenne annuelle est de 13 °C et ne varie que légèrement entre 10 °C en juin / juillet et un bon 15 °C de novembre à mars. Les précipitations annuelles ne sont que de 400 mm, avec une saison sèche prononcée d'avril à octobre avec des précipitations mensuelles inférieures à 20 mm et une période humide de décembre à février avec environ 80 mm précipitations mensuelles.

## Population
La population de l'endroit a plus que doublé au cours de la décennie 2000-2010 : 
| année | population     | source      |
| ----- | -------------- | ----------- |
| 1992  | pas de données | Recensement |
| 2001  | 111            | Recensement |
| 2012  | 279            | Recensement |

## Histoire militaire
- Combat de Tumusla